# NGC 1030
NGC 1030 je galaksija u zviježđu Ovan.

## Vanjske poveznice
- SEDS: NGC 1030